# هورست (باركشير)
هورست (بالإنجليزية: Hurst, Berkshire)‏ هي قرية تقع في المملكة المتحدة في إنجلترا.  يقدر عدد سكانها بـ 2,008 نسمة .